# Elliott (Missisipi)
Elliott – jednostka osadnicza w Stanach Zjednoczonych, w stanie Missisipi, w hrabstwie Grenada.